# Heterophysa rhadama
Heterophysa rhadama är en fjärilsart som beskrevs av Miller 1883. Heterophysa rhadama ingår i släktet Heterophysa och familjen nattflyn. Inga underarter finns listade i Catalogue of Life.